# Nicolaes Verkolje
Nicolaes o Nicolaas Verkolje (Delft, 11 aprile 1673  (battezzato) – Amsterdam, 21 gennaio 1746) è stato un incisore, pittore, disegnatore e decoratore d'interni olandese.

## Biografia

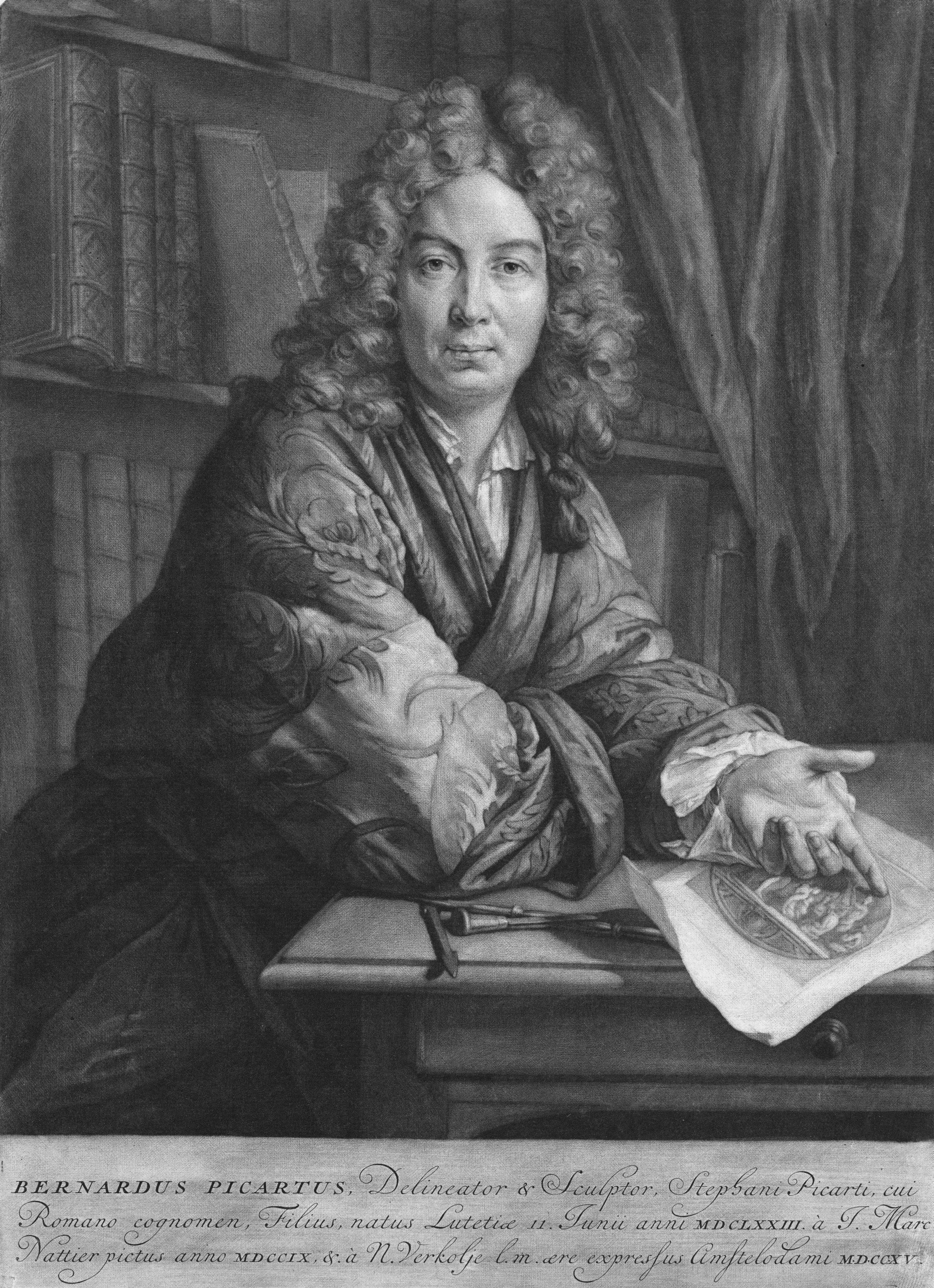
Ritratto di Bernard Picart da Jean-Marc Nattier

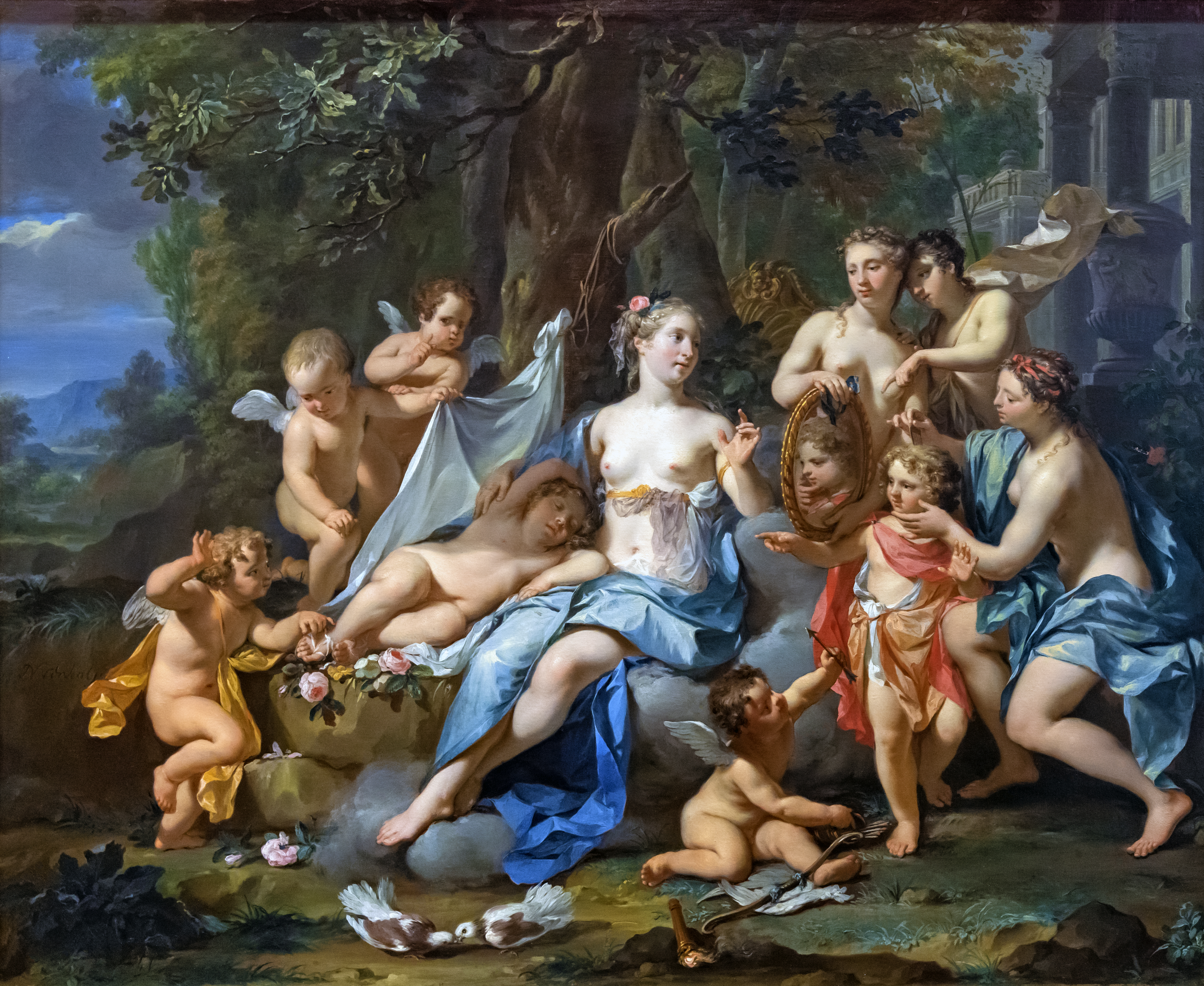
L'amore addormentato vicino a Venere - Carcassonne

Figlio di Judith Verheul e di Jan Verkolje, ricevette da questi l'istruzione nell'arte della pittura e dell'incisione e ne continuò l'attività e la fine maniera. Oltre ad essere un versatile pittore, fu anche un abile incisore, in particolare nella tecnica della mezzatinta.
Operò ad Amsterdam tra il 1700 e il 1746 rappresentando principalmente soggetti mitologici, ritratti e scene di genere. Eseguì inoltre decorazioni di soffitti e di salotti di grandi dimensioni, e quadri per studiolo generalmente di soggetti mitologici. Nel 1731 gli fu commissionata la riproduzione per incisione di 7 dipinti di Gérard de Lairesse per il municipio dell'Aia.
Le sue composizioni rivelano l'influenza di Frans van Bossuit e di Adriaen van der Werff, soprattutto nelle scene mitologico-storiche come in Proserpina e le sue compagne raccolgono fiori nei prati d'Enna.
Lo stile delle sue opere, in particolare La toilette dell'amore, presenta, nella sobrietà con cui tratta il soggetto, anticipazioni del Neoclassicismo della fine del secolo.
Occasionalmente collaborò con Isaac de Moucheron inserendo le figure nei suoi paesaggi.
Furono suoi allievi Arnout Bentinck, Jan Matthias Kok, Jan Maurits Quinkhard e Arnout Rentinck.

## Opere
- Compagnia di musicisti, olio su tela, 59 x 74,5 cm, 1690 circa[5]
- Ritratto di Willem de Vlamingh, olio su tela, 62,6 × 50,2 cm, 1690-1700, in collaborazione con Jan Verkolje, Australian National Maritime Museum, Darling Harbour, Sydney[6]
- Ritratto di Bernard Picart, mezzatinta, 29,1 x 23,8 cm, da Jean-Marc Nattier, 1715, Stadsarchief, Amsterdam
- Betsabea spiata da David durante la toilette, dipinto, 1716, collezione privata[7]
- Ritratto di Johanna Magteld Van Bredehoff[3]
- Ritratto di Pieter Gallis, come esempio del suo lavoro, 1725 circa, Westfries Museum[8]
- David van Mollem e Jacob Sijdervelt con la sua famiglia, olio su tavola, 63,5 x 79 cm, 1740, Rijksmuseum Twenthe, Enschede[9]
- Ruth e Naomi, olio su tavola, 54 x 35 cm, 1744, Collezione privata[10]
- Il pittore e la sua modella, mezzatinta, 28,5 cm x 19 cm, da Arnold Houbraken, Rijksmuseum Twenthe, Enschede[11]
- L'apostolo Paolo legge a lume di candela un grande libro poggiato su un teschio, mezzatinta, 23,2 x 33,3 cm, Linschoten pinx; Nicolaas Verkolje fec et exc[12]
- Ritratto di Nanning van Foreest[13]
- Proserpina e le sue compagne raccolgono fiori nei prati d'Enna, Museo del Louvre, Parigi[3]
- L'amore addormentato vicino a Venere, Museo di Carcassonne [14]
- Didone ed Enea, olio su tela, 87 x 115 cm, Getty Museum, Los Angeles[4]